# Abu Qrenat
Abu Qrenat ou Abu Karinat (arabe : ابو قرينات; hébreu : אבו קרינאת) est un village bédouin rattaché au conseil régional de Neve Midbar, dans le nord-ouest du Néguev, en Israël.
Le village est créé pour la tribu Abou Qrenat, qui lui a donné son nom. Il compte 1 569 habitants en 2017.